# بوبي تود
بوبي تود (بالألمانية: Bobby Todd)‏ هو ممثل ألماني، ولد في 22 يونيو 1904 في ألمانيا، وتوفي في 7 سبتمبر 1980 بتورينو في إيطاليا.

## وصلات خارجية
- بوبي تود على موقع IMDb (الإنجليزية)
- بوبي تود على موقع ألو سيني (الفرنسية)
- بوبي تود على موقع قاعدة بيانات الأفلام السويدية (السويدية)
- بوبي تود على موقع قاعدة بيانات الفيلم (الإنجليزية)
- بوبي تود على موقع كينوبويسك (الروسية)